# Llista de peixos de Belarús

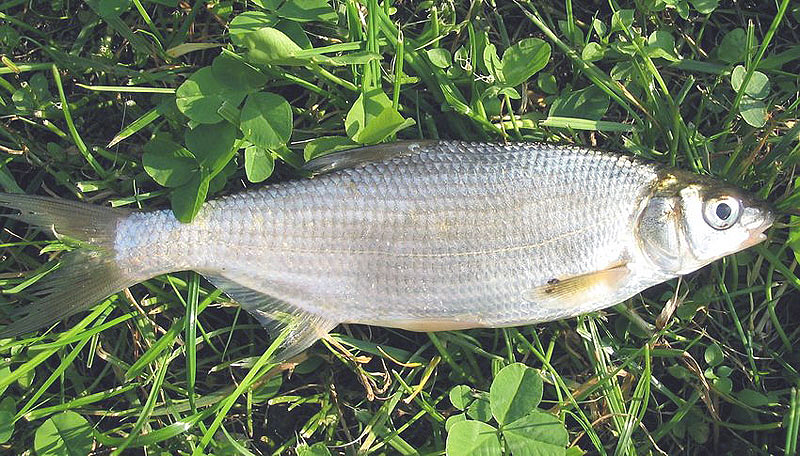
Vimba vimba

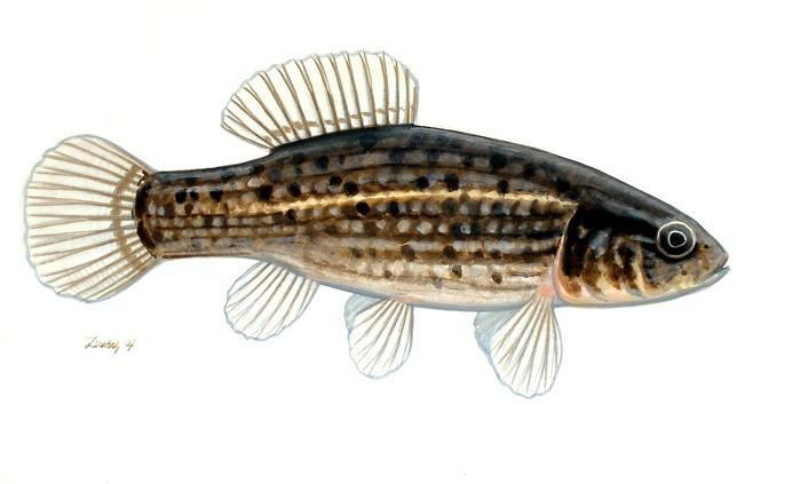
Umbra krameri

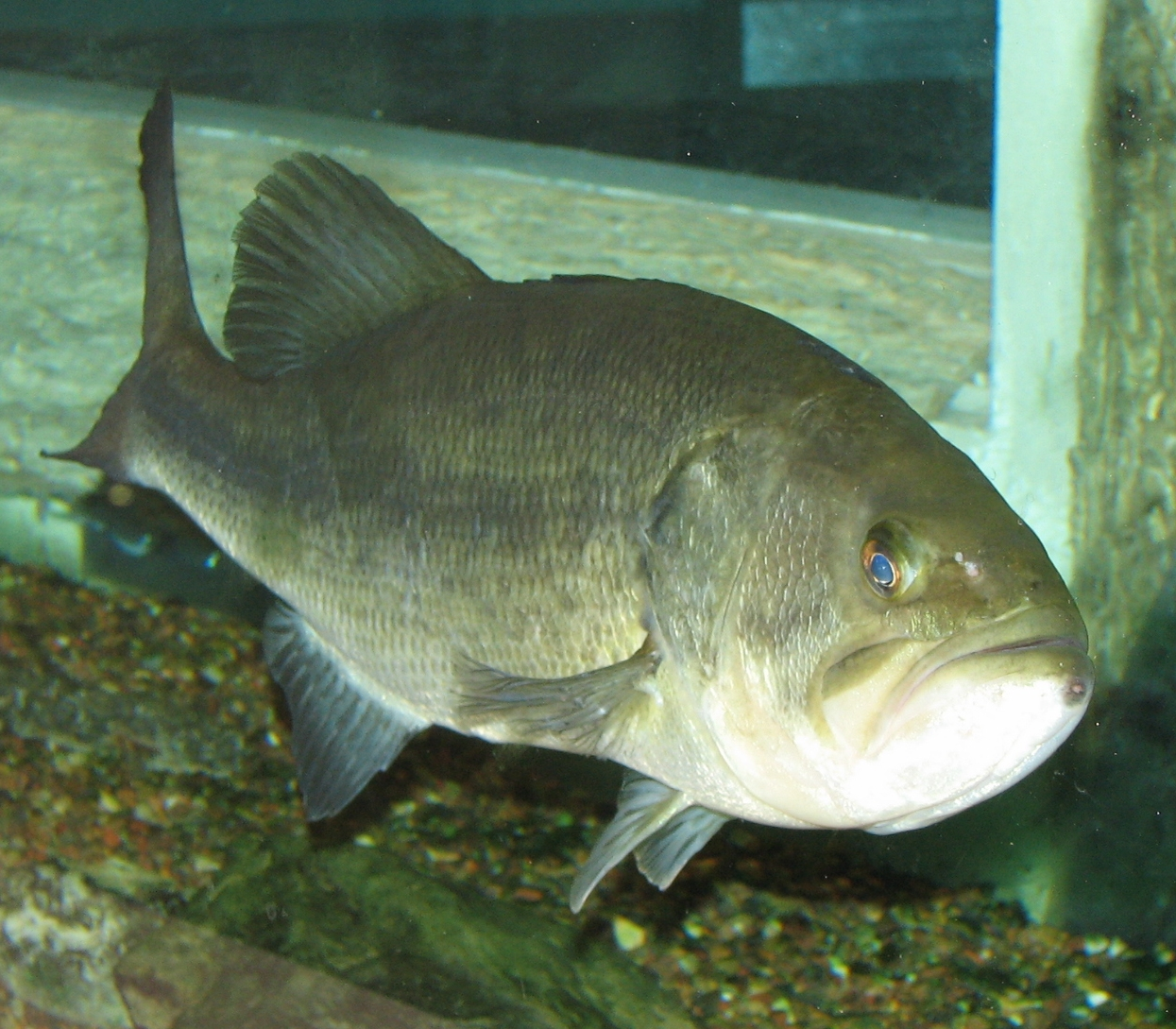
Perca americana (Micropterus salmoides)

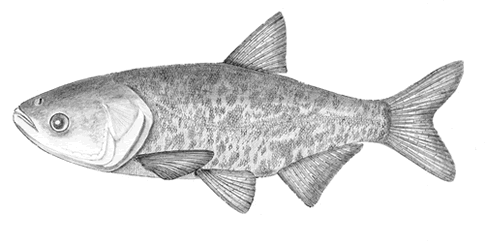
Hypophthalmichthys nobilis

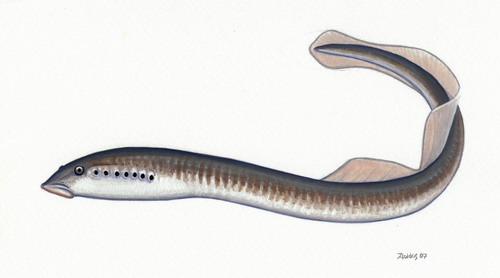
Eudontomyzon mariae

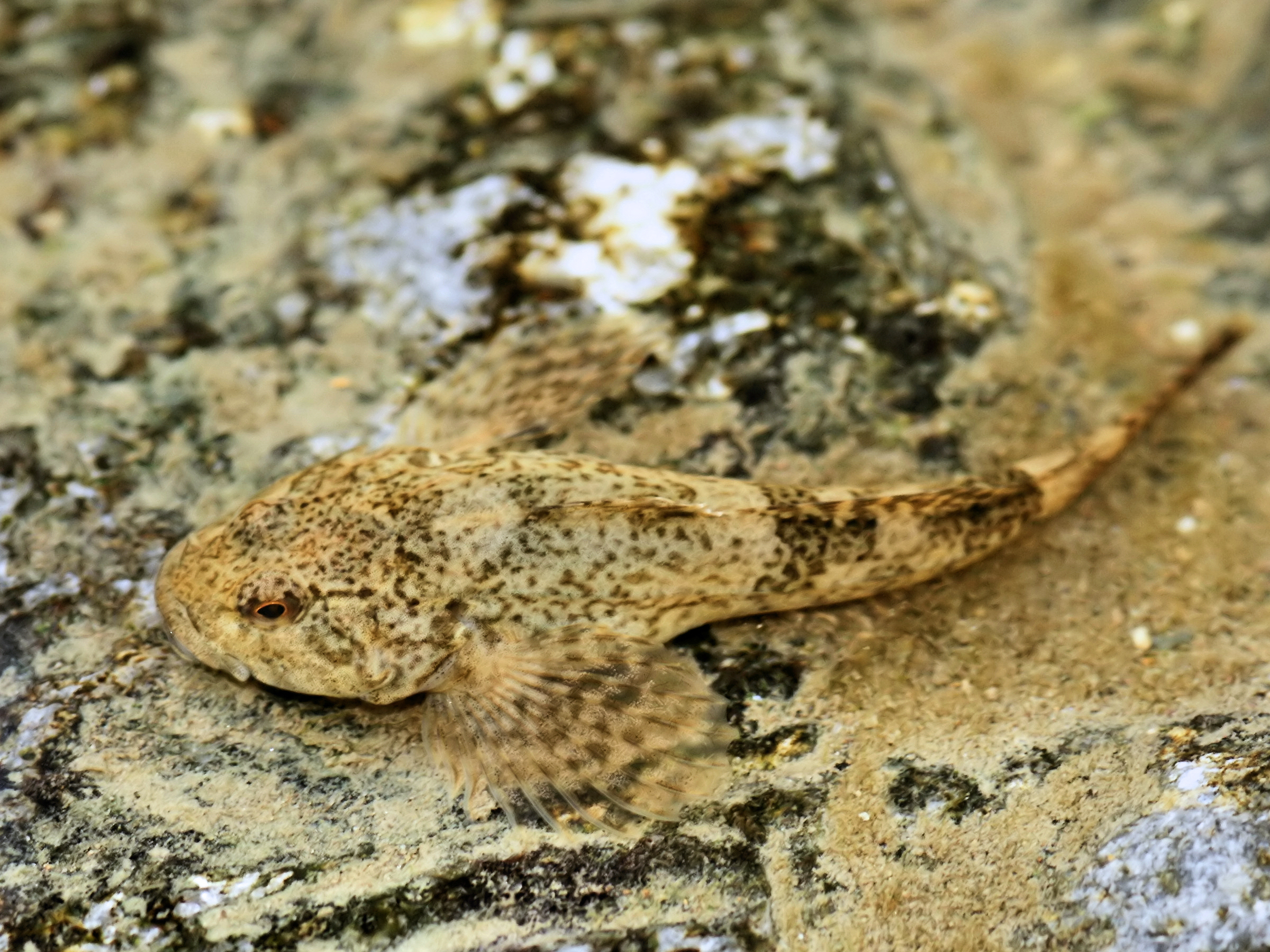
Cottus gobio

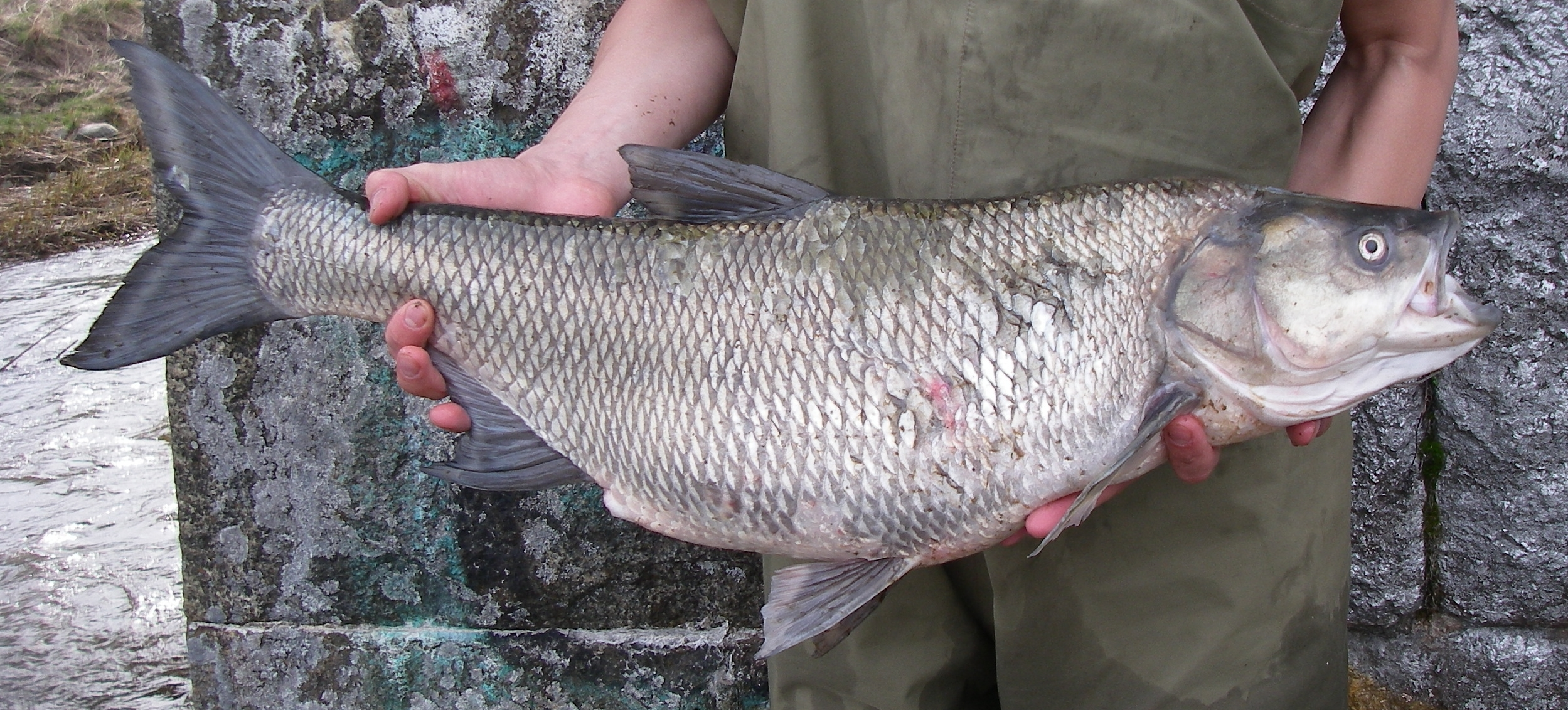
Aspius aspius

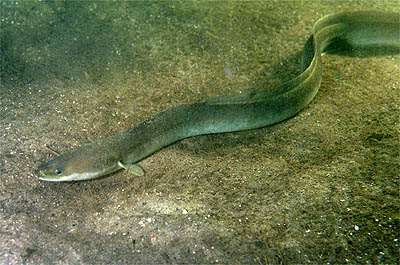
Anguila (Anguilla anguilla)

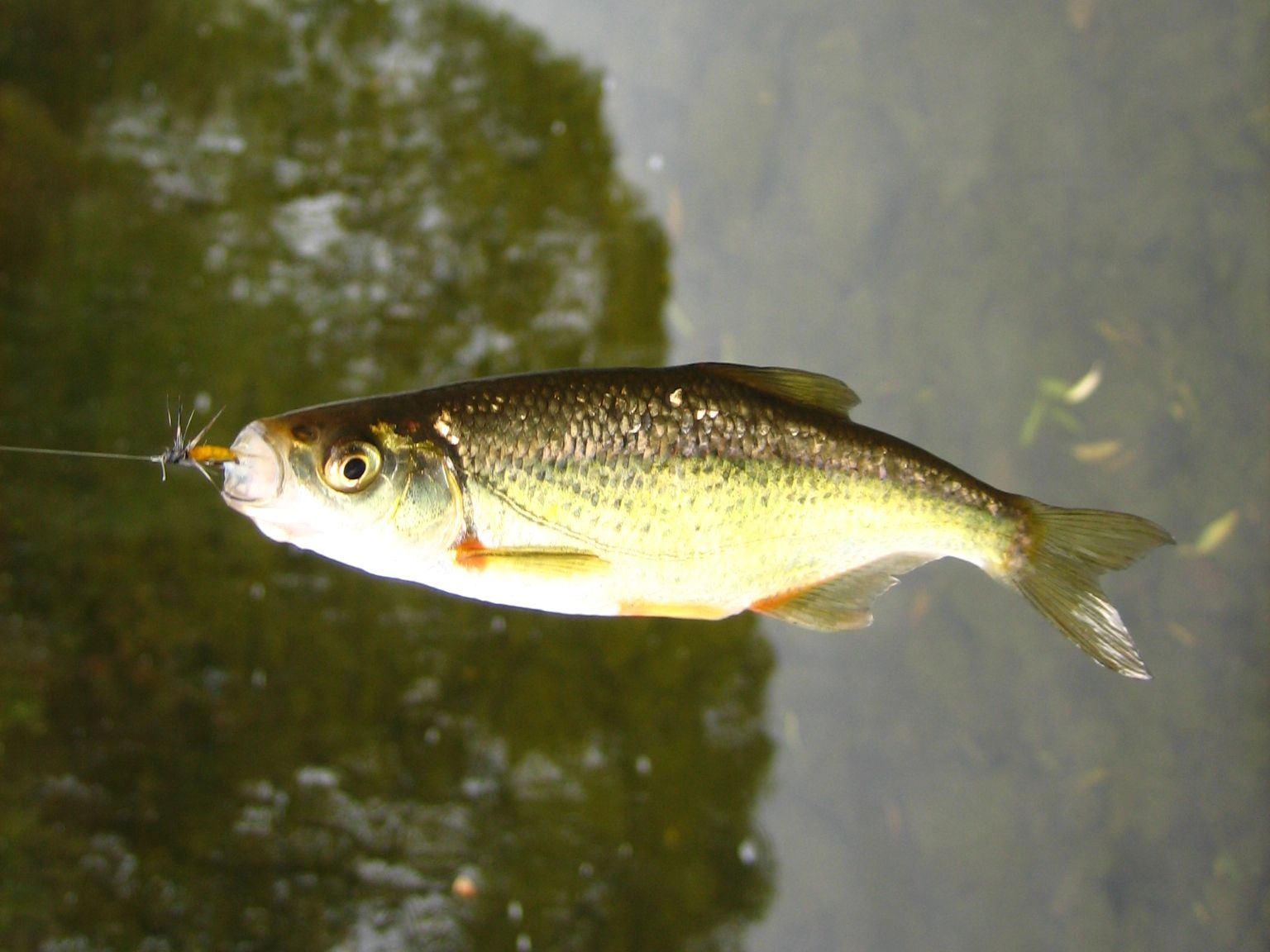
Alburnoides bipunctatus

Aquesta llista de peixos de Belarús -incompleta- inclou 49 espècies de peixos que es poden trobar a Belarús ordenades per l'ordre alfabètic de llur nom científic.

## A
- Abramis brama
- Acipenser ruthenus
- Alburnoides bipunctatus
- Alburnus alburnus
- Ameiurus nebulosus
- Anguilla anguilla
- Aspius aspius

## B
- Ballerus ballerus
- Barbatula barbatula
- Barbus barbus
- Barbus meridionalis
- Blicca bjoerkna

## C
- Carassius auratus auratus
- Carassius carassius
- Carassius gibelio
- Cobitis taenia
- Coregonus maraenoides
- Coregonus peled
- Cottus gobio
- Cottus poecilopus
- Ctenopharyngodon idella
- Cyprinus carpio carpio
- Cyprinus carpio haematopterus

## E
- Eudontomyzon mariae

## G
- Gasterosteus aculeatus aculeatus
- Gobio gobio
- Gymnocephalus acerina

## H
- Hypophthalmichthys nobilis

## L
- Lampetra fluviatilis
- Lampetra planeri
- Lepomis gibbosus
- Leucaspius delineatus
- Leuciscus idus
- Leuciscus leuciscus

## M
- Micropterus salmoides

## P
- Pelecus cultratus
- Phoxinus phoxinus
- Proterorhinus semilunaris
- Pungitius pungitius

## R
- Rhodeus sericeus
- Rhynchocypris percnurus

## S
- Sabanejewia baltica
- Scardinius erythrophthalmus
- Silurus glanis
- Squalius cephalus

## T
- Thymallus thymallus
- Tinca tinca

## U
- Umbra krameri

## V
- Vimba vimba[1]